# Coupe de France de hockey sur glace 2013-2014
Navigation
Coupe de France 2013 Coupe de France 2015
La saison 2013-2014 de la Coupe de France de hockey sur glace est la vingtième édition de cette compétition organisée par la Fédération française de hockey sur glace. La finale se joue au POPB de Paris le 26 janvier 2014.

## Présentation
La Coupe de France est jouée sous la forme d'une compétition à élimination direct, chaque rencontre devant déterminer un vainqueur. Si le score est à égalité à l'issue du temps réglementaire, une période de prolongation de dix minutes est jouée, suivie si nécessaire d'une séance de tirs au but. Chaque rencontre est déterminé par tirage au sort.
Le club des Pingouins de Morzine-Avoriaz-Les Gets (Ligue Magnus) n'est pas autorisé par la fédération française à participer à l'épreuve en raison des problèmes financiers du club. Les tenants du titre, les Diables rouges de Briançon débutent donc la compétition au stade des huitièmes de finale.
Le calendrier de la coupe est le suivant :
- Premier tour : 28 septembre
- Seizièmes de finale : 22 octobre
- Huitièmes de finale : 19 novembre
- Quarts de finale : 10 décembre
- Demi-finales : 7 janvier
- Finale : 26 janvier

| Tour                | Division | Division | Division | Division |
| Tour                | Ligue Magnus (LM) | Division 1 (D1) | Division 2 (D2) | Division 3 (D3) |
| ------------------- | --- | --- | --- | --- |
| Premier tour        | | | Castors d'Asnières Élans de Champigny Éléphants de Chambéry Lions de Compiègne Peaux-Rouges d'Évry Comètes de Meudon Renards de Roanne Bélougas de Toulouse Remparts de Tours Bouquetins de Val-Vanoise | Aigles de Besançon Tigres de Boulogne Gaulois de Châlons-en-Champagne Chiefs de Deuil-Garges Spartiates de Marseille Griffes de l'ours d'Orcières Caribous de Seine-et-Marne Jets de Viry-Châtillon |
| Seizièmes de finale | Gothiques d'Amiens Ducs d'Angers Albatros de Brest Drakkars de Caen Chamois de Chamonix Ducs de Dijon Dauphins d'Épinal Rapaces de Gap Brûleurs de loups de Grenoble Dragons de Rouen Étoile noire de Strasbourg Ours de Villard-de-Lans | Hormadi d'Anglet Chevaliers du Lac d'Annecy Boxers de Bordeaux Dogs de Cholet Lions de Lyon Yétis du Mont-Blanc Scorpions de Mulhouse Corsaires de Nantes Bisons de Neuilly-sur-Marne | | |
| Huitièmes de finale | Diables rouges de Briançon | | | |

## Premier tour
Le tirage au sort a lieu le 7 septembre en prémices du match des champions au Rinkla Stadium de Brest.
| 28 septembre 2013 | Deuil-Garges D3 | 4-3 (1-1, 1-1, 2-1) | D3 Dammarie-lès-Lys | Patinoire du Val de France |

| 28 septembre 2013 | Tours D2 | 5-4 (2-0, 1-2, 2-2) | D2 Champigny | Patinoire de Tours |

| 28 septembre 2013 | Asnières D2 | 17-0 (5-0, 4-0, 8-0) | D3 Besançon | Patinoire des Courtilles |

| 28 septembre 2013 | Viry D3 | 3-6 (3-2, 0-2, 0-2) | D2 Compiègne | Patinoire des Lacs |

| 28 septembre 2013 | Châlons D2 | 1-16 (0-5, 0-7, 1-4) | D2 Évry | Patinoire Cités Glace |

| 28 septembre 2013 | Boulogne D3 | 4-8 (1-2, 1-4, 2-2) | D2 Meudon | Patinoire de Boulogne-Billancourt |

| 28 septembre 2013 | Orcières D3 | 0-13 | D2 Chambéry | Patinoire Buisson Rond |

| 28 septembre 2013 | Val Vanoise D2 | 8-2 (3-1, 2-1, 3-0) | D2 Roanne | Patinoire de Courchevel |

| 28 septembre 2013 | Marseille D3 | 1-11 (0-4, 0-4, 1-3) | D2 Toulouse | POMGE |

## Huitièmes de finale
| 20 novembre 2013 | Mont-Blanc | 2-12 (0-5, 1-5, 1-2) | Briançon | Patinoire municipale de Saint-Gervais 160 spectateurs |

| Feuille de match | Feuille de match                                                   | Feuille de match                                            | Feuille de match | Feuille de match                      |
| ---------------- | ------------------------------------------------------------------ | ----------------------------------------------------------- | --- | ------------------------------------- |
|                  | Revel (Croz) — 24 min 32 s Garnier (Mcconney, Revel) — 42 min 31 s | 0-1 0-2 0-3 0-4 0-5 0-6 1-6 1-7 1-8 1-9 1-10 2-10 2-11 2-12 | Labrecque — 9 min 5 s Bernier (Kearney, Labrecque) — 9 min 22 s Ankerst (Goličič, Jensen) — 12 min 20 s (SN) Labrecque (Kearney, Trabichet) — 16 min 14 s Labrecque (Bernier, Kearney) — 18 min 51 s Labrecque (Bernier, Kearney) — 23 min 13 s (SN) Bernier (Labrecque) — 26 min 11 s Chakiachvili (Goličič) — 26 min 46 s Di Dio Balsamo (Frecon, Trabichet) — 28 min 11 s Rohat (Cerkovnik, Trabichet) — 37 min 55 s Jestin (Raux, Bisaillon) — 49 min 8 s Raux (Jensen, Chakiachvili) — 59 min 1 s | Arbitrage : Barcelo Barbez Germaneaud |
| Tom Charton      | Gardiens                                                           | Ronan Quemener Aurélien Bertrand                            | | Arbitrage : Barcelo Barbez Germaneaud |
| 8 min            | Pénalités                                                          | 8 min                                                       | | Arbitrage : Barcelo Barbez Germaneaud |
|                  |                                                                    |                                                             | | Arbitrage : Barcelo Barbez Germaneaud |

## Quarts de finale
| 29 décembre 2013 | Briançon | 4-2 (1-0, 1-2, 2-0) | Amiens | Patinoire René-Froger 2 185 spectateurs |

| Feuille de match | Feuille de match | Feuille de match        | Feuille de match                                                                      | Feuille de match                       |
| ---------------- | --- | ----------------------- | ------------------------------------------------------------------------------------- | -------------------------------------- |
|                  | D. Labrecque (Goličič, Crowley) — 18 min 6 s D. Raux (J. Ankerst, J. Jensen) — 23 min 55 s Di Dio Balsamo (Trabichet, Devin) — 54 min 50 s D. Kearney (Goličič, Labrecque) — 59 min 20 s (CV) | 1-0 2-0 2-1 2-2 3-2 4-2 | Bouchard (Ouimet, Bachet) — 31 min 16 s Ouimet (Bouchard, Santala) — 35 min 33 s (SN) | Arbitrage : Bergamelli Margry Courgeon |
| Ronan Quemener   | Gardiens | Ramón Sopko             |                                                                                       | Arbitrage : Bergamelli Margry Courgeon |
| 12 min           | Pénalités | 6 min                   |                                                                                       | Arbitrage : Bergamelli Margry Courgeon |
|                  | |                         |                                                                                       | Arbitrage : Bergamelli Margry Courgeon |

## Demi-finales
| 7 janvier 2014 | Briançon | 2-4 | Rouen | Patinoire René-Froger 2 185 spectateurs |

| Feuille de match | Feuille de match                                                                                 | Feuille de match        | Feuille de match | Feuille de match                     |
| ---------------- | ------------------------------------------------------------------------------------------------ | ----------------------- | --- | ------------------------------------ |
|                  | Jensen (Ankerst, Chakiachvili) — 18 min 6 s (SN) Goličič (Kearney, Labrecque) — 58 min 32 s (SN) | 0-1 0-2 1-2 1-3 2-3 2-4 | Riendeau (Janil) — 21 min 10 s Desrosiers (Riendeau, Janil) — 28 min 51 s Desrosiers (Riendeau, Janil) — 47 min 24 s Lampérier (Vas) — 59 min 32 s (CV) | Arbitrage : Bourreau Courgeon Gielly |
| Fabrice Lhenry   | Gardiens                                                                                         |                         | | Arbitrage : Bourreau Courgeon Gielly |
| 24 min           | Pénalités                                                                                        | 26 min                  | | Arbitrage : Bourreau Courgeon Gielly |
|                  |                                                                                                  |                         | | Arbitrage : Bourreau Courgeon Gielly |

## Finale
| 26 janvier 2014 | Rouen | 0-4 (0-2, 0-0, 0-2) | Angers | Palais omnisports de Paris-Bercy 13 357 spectateurs |

| Feuille de match | Feuille de match | Feuille de match | Feuille de match | Feuille de match                     |
| ---------------- | ---------------- | ---------------- | --- | ------------------------------------ |
|                  |                  | 0-1 0-2 0-3 0-4  | M. Busto (B. Hendersson) — 3 min 42 s J. Bellemare — 6 min 18 s (SN) E. Fortier (F. Aubé, C. Campbell) — 53 min 38 s B. Hendersson — 59 min 32 s (CV) | Arbitrage : Bourreau Courgeon Gielly |
| Fabrice Lhenry   | Gardiens         | Florian Hardy    | | Arbitrage : Bourreau Courgeon Gielly |
| 14 min           | Pénalités        | 14 min           | | Arbitrage : Bourreau Courgeon Gielly |
|                  |                  |                  | | Arbitrage : Bourreau Courgeon Gielly |

### Effectif vainqueur
| Vainqueur Coupe de France 2014 Ducs d'Angers | Gardiens de but : Florian Hardy, Alexis Neau Défenseurs : Florent Aubé, Paul Bahain, Michael Busto, Gary Lévèque, Andrej Mrena, Fredrik Börjesson, Cédric Custosse, Damien Sanchez Attaquants : Julien Albert, Tomáš Balúch, Jonathan Bellemare, Cody Campbell, Alexis Crosnier, Tim Crowder, Éric Fortier, Robin Gaborit, Brian Henderson, Johan Skinnars, Braden Walls Entraîneur en chef : Simon Lacroix |

## Nombre d'équipes par division et par tour
|                       | Premier tour | Seizièmes de finale | Huitièmes de finale | Quarts de finale | Demi- finales | Finale |
| Ligue Magnus 13 clubs | Exempts      | 12                  | 9                   | 7                | 4             | 2      |
| Division 1 9 clubs    | Exempts      | 9                   | 5                   | 1                | 0             | 0      |
| Division 2 11 clubs   | 11           | 8                   | 2                   | 0                | 0             | 0      |
| Division 3 7 clubs    | 7            | 1                   | 0                   | 0                | 0             | 0      |
| Totaux                | 18           | 30                  | 16                  | 8                | 4             | 2      |